# San Antonio Este
San Antonio Este est une ville de la province de Río Negro, en Argentine. Elle est située dans le département de San Antonio, sur la côte est de la baie de San Antonio, à l'intérieur du golfe de San Matías.

## Situation
En empruntant la route nationale 3, la petite ville se trouve à 70 kilomètres à l'est de San Antonio Oeste chef-lieu du département.
Avant d'y arriver, on trouve une série de vastes plages dégagées, favorables à la plongée, la pêche et la récolte de moules, de petits poulpes et de palourdes. Cette zone est appelée "Saco Viejo".

## Population
La ville ne comptait que 381 habitants lors du recensement de 2010, ce qui représentait cependant une croissance de 36 % par rapport à 2001.

## Port
San Antonio Este possède un port en eaux profondes par lequel la plus grande partie de la production de la province est exportée. C'est aussi un port de pêche assez important.
Le port fut inauguré en 1982. C'est un port naturel en eaux profondes. Son activité principale consiste en l'exportation de fruits provenant de l'Alto Valle del Río Negro (haute vallée du Río Negro).
Les installations consistent en un viaduc d'accès de 225 mètres de large qui conduit à un quai possédant deux faces d'amarrage, l'un externe de 200 mètres de long, et l'autre interne de 190 mètres de long. Au pied du quai, le tirant d'eau atteint 45 pieds, limité cependant par le tirant d'eau de la barre d'accès qui n'est que de 27 pieds à marée haute.
Des navires d'une longueur maximale de 170 mètres accèdent au site externe et de 115 mètres au site interne, et ce sans usage d'un remorqueur. Avec un remorqueur, la longueur maximale du site interne est de 147 mètres.
Autres installations:
- Aire de stationnement de camions de 1,2 ha
- Aire de béton pour les conteneurs de 1 ha
- 3 dépôts de marchandises de 62 x 17,5 mètres; de 50,3 x 14,4 mètres; 50,3 x 24 mètres.
- Mouvements annuels

Marchandises: 300 bateaux
Bateaux de pêche: 5 000 bateaux

## Sources
- Wikipédia en espagnol : San Antonio Este